# Unione degli operai della Russia meridionale
L'Unione degli operai della Russia meridionale (in russo, Южно-российский союз рабочих, Južno-rossijskij sojuz rabočich) fu un'organizzazione rivoluzionaria russa, la prima a base operaia nella storia politica della Russia, fondata da Evgenij Osipovič Zaslavskij a Odessa nel 1875. Alla fine dell'anno la repressione poliziesca pose fine all'attività dell'Unione.
Nel 1879 un'altra organizzazione con lo stesso nome fu fondata a Kiev da Pavel Borisovič Aksel'rod. Anche questa Unione ebbe vita molto breve e si sciolse spontaneamente dopo pochi mesi.
Nel 1880, ancora a Kiev, fu fondata da Nikolaj Pavlovič Ščedrin e da Elizaveta Nikolaevna Koval'skaja una nuova organizzazione dal nome simile, l'Unione operaia della Russia meridionale (in russo, Южно-русский рабочий союз, Južno-russkij rabočij sojuz). Anche questa organizzazione operaia fu dissolta nel 1881 dalla reazione del regime zarista.
Nome uguale al gruppo di Ščedrin e Koval'skaja ebbe l'organizzazione fondata a Nikolaev nel 1897 da Lev Trockij e da altri studenti e operai. Attiva anche a Odessa, raccolse alcune centinaia di aderenti e fu in gran parte stroncata dagli arresti avvenuti nel gennaio del 1898.

## L'Unionedi Zaslavskij

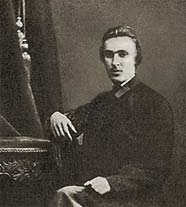
Evgenij Zaslavskij

Evgenij Zaslavskij, nato da famiglia nobile a Voronež nel 1844, aveva studiato nell'Istituto di tecnologia dell'Università di San Pietroburgo e nel 1873, nello spirito dell'«andata nel popolo», aveva fatto propaganda socialista nei villaggi rurali della zona di Odessa. Deluso dall'indifferenza dei contadini, si era stabilito a Odessa ed era divenuto insegnante in un centro d'istruzione per le maestranze della Bellino-Venderich, un'importante fabbrica che dava lavoro a seicento operai.
Mentre agli operai leggeva il Che fare? di Černyševskij, narrava della storia della Russia e spiegava i primi elementi dell'economia politica, Zaslavskij contribuiva a costituire una piccola biblioteca e utilizzava una tipografia per stampare manifesti da diffondere clandestinamente.
Nel 1875 gli operai di un'altra fabbrica di Odessa, la Gullier-Blanchard, si rivolsero a Zaslavskij perché li aiutasse a realizzare una cassa di mutuo soccorso. Egli trasformò quell'iniziativa a carattere sindacale in un'organizzazione politica disciplinata da una struttura gerarchica eletta dai suoi duecento membri, dotata di un fondo comune, di contributi versati settimanalmente e di uno statuto.
Nel preambolo dello statuto si affermava che l'ordine esistente non rispondeva «alle esigenze di uguaglianza dei lavoratori», e che i diritti dei lavoratori potevano essere riconosciuti soltanto «con una rivoluzione che elimini ogni privilegio e immunità» e ponga il lavoro «alla base del benessere individuale e sociale».
Lo statuto indicava poi gli scopi dell'Unione. Consistevano nella «propaganda dell'idea della liberazione degli operai dall'oppressione del capitale e delle classi privilegiate», nell'unione di tutti gli operai della Russia meridionale, nella «futura lotta con l'attuale regime economico e politico». Poteva essere membro dell'Unione ogni lavoratore che avesse «stretti legami con gli operai e non con le classi privilegiate». I doveri dei membri erano sintetizzati nel motto «Tutti per uno e uno per tutti», essendo ogni aderente tenuto a essere «pronto a ogni sacrificio».
L'Unione di Zaslavskij si differenziava dai programmi anarchici che prevedevano l'immediata rivoluzione sociale ed economica e rifiutavano la lotta per il conseguimento delle libertà politiche. Anche il populismo socialista rifiutava di battersi per le libertà politiche, pensando che queste favorissero unicamente la borghesia. Zaslavski, vicino alle posizioni di Lavrov e corrispondente della sua rivista «Vperëd», considerava invece «la lotta per la libertà politica e per l'affrancamento sociale come due facce della lotta rivoluzionaria, che i socialisti dovevano portare avanti contemporaneamente».
La sua lontananza dagli anarchici, unita all'accentuato operaismo dell'organizzazione, finirono per creare divisioni all'interno dell'Unione, che dovette subire la scissione degli elementi bakuniniani, per altro minoritari. Nel febbraio del 1875 l'Unione riuscì a organizzare uno sciopero nella fabbrica Bellino-Venderich e ad allargare la sua attività negli ambienti operai di Rostov. I rapporti di Zaslavskij con Victor Obnorskij furono determinanti per la creazione, da parte di quest'ultimo e di Stepan Chalturin, dell'Unione operaia della Russia settentrionale.
Alla fine del 1875 l'organizzazione fu smantellata dalla polizia. Zaslavskij fu arrestato il 22 dicembre e venne trasferito a Pietroburgo, dove attese in carcere la celebrazione del processo cominciando a dare segni di squilibrio mentale. Il 27 maggio 1877 fu condannato a dieci anni di lavori forzati, ridotti poi a sei anni. Il 16 febbraio 1878 la pena gli fu sospesa e fu ricoverato nell'ospedale psichiatrico San Nikolaj di Pietroburgo. Il 18 maggio le autorità decisero di deportarlo nella provincia di Tomsk, ma Zaslavskij moriva in carcere a Pietroburgo il 13 giugno 1878.

## L'Unionedi Aksel'rod

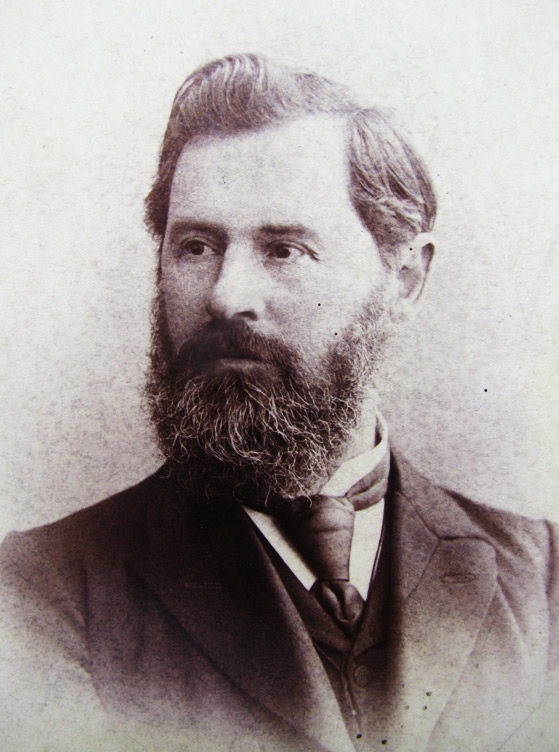
Pavel Aksel'rod

Nella primavera del 1879 Pavel Aksel'rod fondò a Kiev un'analoga Unione degli operai della Russia meridionale. Egli stesso ne spiegò il motivo: «Decisi di riprendere il nome dell'organizzazione di Odessa in primo luogo per ragioni di principio derivanti dalle mie concezioni federaliste, e poi perché speravo che sarebbe stato possibile creare rapidamente un'organizzazione che avrebbe abbracciato tutta la Russia. Pensavo che, in seguito, simili unioni regionali, del sud, del nord e forse altre, avrebbero potuto federarsi e unirsi fra di loro».
Il 14 aprile 1879 Aleksandr Solov'ëv (1846-1879) era stato autore di un fallito attentato allo zar Alessandro II, e Aksel'rod riteneva che occorresse preparare gli operai quando un nuovo attentato avesse posto fine alla vita dell'imperatore provocando, nelle speranze dei populisti, il rivolgimento della società russa. Aksel'rod aveva anche preparato un programma che poneva obiettivi politici e sociali, come la conquista delle libertà civili e la riduzione dell'orario di lavoro, insieme con un programma massimo d'ispirazione anarchica, e cioè la riforma integrale della società fondata sulla messa in comune dei beni. Elementi socialdemocratici e anarchici venivano così uniti ecletticamente nel programma della sua Unione.
L'Unione si sciolse nell'estate del 1879 quando Aksel'rod aderì con Plechanov e altri al gruppo della Čërnyj peredel.

## L'Unionedi Ščedrin e Koval'skaja

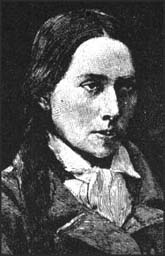
Elizaveta Koval'skaja

Nel 1880 i due populisti bakuniniani Nikolaj Ščedrin ed Elizaveta Koval'skaja diedero vita a Kiev all'Unione operaia della Russia meridionale. Il primo, già membro di Zemlja i Volja, aveva aderito a Saratov alla Ripartizione nera e alla dissoluzione di questa a Kiev, si era trasferito in questa città per ricostituire un'organizzazione operaia. Collaborò all'impresa Elizaveta Koval'skaja, anch'essa aderente a Char'kov alla Ripartizione nera.
L'Unione riuscì a raccogliere intorno a sé circa seicento operai. Per lo più contadini inurbati, essi mantenevano antichi pregiudizi, quali la fiducia nello zar, che a loro vedere sarebbe stato ostacolato nella sua volontà riformatrice dall'aristocrazia e dall'apparato burocratico, una rassegnazione alla loro condizione derivata da un'intensa fede religiosa, un forte antisemitismo. Il programma di Ščedrin e della Koval'skaja si basava sulla convinzione che gli obiettivi di ogni agitazione dovessero essere puramente economici: senza indipendenza economica non si poteva ottenere alcuna libertà politica. Quando le terre e le fabbriche fossero appartenute a tutto il popolo, allora sarebbero venute «la libertà personale, la libertà di parola, di riunione, di sindacati e di stampa», e sarebbe stato abolito l'esercito.
Occorreva seguire l'esempio di Sten'ka Razin e di Pugačëv in Russia, e delle rivoluzioni francesi del 1830 e del 1848: queste ultime erano fallite per mancanza di organizzazione e per aver lasciato nelle mani della borghesia la direzione del movimento rivoluzionario. Era bene allora evitare ogni alleanza con la borghesia e seguire l'esempio dei rivoluzionari irlandesi o degli operai inglesi i quali, distruggendo macchinari e uccidendo i padroni, avevano ottenuto aumenti di salari, diminuzione delle ore di lavoro, diritti sindacali. L'Unione operaia diffuse manifesti di propaganda che illustravano tale programma. Uno di essi recava il simbolo dell'organizzazione, un martello, una scure e un revolver.

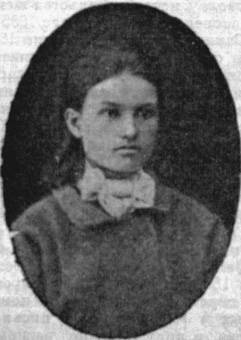
Sof'ja Bogomolec

Coerentemente con il proprio programma, l'Unione non si propose di colpire il governo e lo zar, ma coloro che opprimevano direttamente il popolo, e cioè i nobili e gli imprenditori, teorizzando il «terrore economico». Lanciarono un manifesto nel quale minacciavano atti di terrorismo se i dirigenti dell'arsenale militare di Kiev non avessero ridotto l'orario di lavoro e ottennero soddisfazione: la giornata di lavoro fu accorciata di due ore.
D'altra parte, l'Unione operaia si limitò alle minacce e non commise mai attentati terroristici. Anche il comportamento di Ščedrin e Koval'skaja aveva ben poco di cospirativo. Animati dalla necessità di fare presto a organizzare i gruppi operai perché convinti di un'imminente rivoluzione, essi si esponevano pubblicamente e già il 22 ottobre 1880 furono arrestati. La loro eredità fu raccolta da un altro gruppo di populisti, Georgij Preobraženskij, Ivan Kašincev, Pavel Ivanov, e le sorelle Sofija e Ol'ga Priseckaja.
Questi attenuarono le minacce di ricorrere al terrorismo, specie dopo l'uccisione di Alessandro II, avvenuta il 1º marzo 1881, e accentuarono le richieste di miglioramenti economici e sindacali, richiedendo per gli operai libertà di associazione, di riunione e di stampa, aumenti salariali e diminuzione delle imposte e dell'orario di lavoro, la retribuzione per gli apprendisti e una legislazione di fabbrica che impedisse gli abusi degli industriali.
Naturalmente non ottennero nulla e con i loro arresti fu posta fine all'Unione operaia. Preobraženskij, Ivanov e Sof'ja Priseckaja moriranno in Siberia, come Ol'ga Priseckaja, che dopo la liberazione visse accanto a un figlio anch'egli deportato, mentre Kašincev riuscirà a fuggire all'estero nel 1888. Ancora più tragica fu l'odissea di Nikolaj Ščedrin, che finì con l'impazzire. Elizaveta Koval'skaja, dopo drammatiche vicende, sopravvisse a tutti loro e si spense nel 1943, dopo aver testimoniato con le sue memorie l'esperienza dell'Unione operaia di Kiev.